# Marcheprime
Marcheprime – miejscowość i gmina we Francji, w regionie Nowa Akwitania, w departamencie Żyronda.
Według danych na rok 1990 gminę zamieszkiwało 2420 osób, a gęstość zaludnienia wynosiła 99 osób/km² (wśród 2290 gmin Akwitanii Marcheprime plasuje się na 183. miejscu pod względem liczby ludności, natomiast pod względem powierzchni na miejscu 389.).